# بوم‌شناسی کشاورزی
بوم‌شناسی کشاورزی یا کشت‌بوم‌شناسی (به انگلیسی: Agroecology) عبارت است از علم کاربرد اصول و مفاهیم بوم‌شناسی (به انگلیسی: Ecology) در ایجاد و مدیریت سیستم‌های پایدار کشاورزی.
بوم‌شناسی کشاورزی دانشی میان‌رشته‌ای و متشکل از اصول و مفاهیم بوم‌شناسی و کشاورزی می‌باشد.
بسیاری بر این باورند که بوم‌شناسی کشاورزی (Agroecology) از ترکیب دو واژه Agronomy (به معنی زراعت) و Ecology (به معنی بوم‌شناسی) ایجاد شده‌است، اما صاحب‌نظران این رشته، جزء اول این کلمه ترکیبی را برگرفته از واژه Agriculture (به معنی کشاورزی) می‌دانند که دامنه این علم را وسیع‌تر از زراعت می‌کند.
متخصصان این رشته سعی دارند تا با ابزارهای مختلفی، کاستی‌ها و آسیب‌های ناشی از کشاورزی رایج (Conventional) را از محیط زیست حذف کنند، اما در عین حال به هدف علم زراعت که دستیابی به بالاترین میزان عملکرد در گیاهان زراعی است نیز دست پیدا نمایند.

## پیشینه
بررسی اجمالی تاریخچه بوم‌شناسی کشاورزی به این نظر بستگی دارد که آیا شما از آن به عنوان یک بدنه فکری یاد می‌کنید یا یک روش عملی به آن می‌پردازید، زیرا بسیاری از فرهنگ‌های بومی در سراسر جهان به‌طور تاریخی از شیوه‌های مورد نظر امروز ما استفاده می‌کردند. به عنوان مثال می‌توان به مائوری و ناهواتل و بسیاری از بومیان دیگر اشاره نمود. مردم مکزیک پیش از استعمار در تنوچتیتلان در قاره آمریکا از فرآیندی به نام چینامپا استفاده می‌کردند که درست از بسیاری جهات مانند استفاده از کود در کشاورزی پایدار امروزی است. استفاده از شیوه‌های بوم‌شناسانه کشاورزی مانند چرخه مواد مغذی و کشت مخلوط در صدها سال در بسیاری از فرهنگ‌های مختلف  مورد استفاده قرار دارند. مردم بومی نیز در حال حاضر با یک تناسب خوب، بخش بزرگی از جامعه و جنبشی را تشکیل می‌دهند که در امر کشاورزی از شیوه‌های بوم‌شناسانه استفاده کرده و کشاورزی را به یک نمونه زیست‌محیطی تبدیل می‌کنند.